# Joe Satriani
Joe "Satch" Satriani (Westbury (New York), 15 juli 1956) is een Amerikaans gitarist. Satriani wordt algemeen gezien als een van de grootste gitaristen van eind 20e en begin 21e eeuw. Door zijn techniek en karakteristieke composities heeft hij veel respect afgedwongen.

## Biografie
Geïnspireerd door Jimi Hendrix en Robert Fripp van King Crimson pakte hij op 14-jarige leeftijd de gitaar op. Satriani begon met gitaar spelen vanaf de dag dat Jimi Hendrix overleed. Na enkele jaren besloot hij om gitaarles te gaan geven om brood op de plank te krijgen. Steve Vai, Kirk Hammett (Metallica) en David Bryson (Counting Crows) zijn enkele leerlingen die de technieken van het gitaarspel van hem hebben geleerd. In verschillende kleine bands nam hij de gitaarklanken voor zijn rekening en in 1984 bracht hij zijn eerste (korte) album uit, Joe Satriani genaamd. Geheel gefinancierd uit eigen middelen en uitgebracht in eigen beheer probeerde hij voet aan de grond te krijgen in de muziekindustrie. Deze missie mislukte in eerste instantie, maar lukte iets later in de jaren tachtig wanneer de inmiddels veel bekendere Steve Vai zijn oude leermeester veelvuldig in interviews noemde als een van zijn grootste inspiraties. In 1986 kwam zijn eerste volwaardige album uit, getiteld Not of this earth. Dit album werd goed ontvangen en gaf hem de kans te gaan toeren en contacten te leggen voor een nieuw album.
Met zijn tweede album Surfing with the alien (1987), bevestigde hij zijn naam als gitaargrootheid en kreeg hij lof uit alle hoeken van de muziekindustrie. Het leverde hem een endorsement op met Ibanez. Dit album (samen met Steve Vai' s "Passion and Warfare") wordt nog steeds beschouwd als een van de grondleggers voor de hedendaagse virtuoze instrumentale rockmuziek. Er wordt gezegd dat Sonja Barend kort en zachtjes te horen is op het intro (vanaf 5 seconden: "wij wensen haar vanaf deze plek..." ) van het titelnummer Surfing with the alien. Wat ze beaamde bij dit telefonisch in het wekelijks uurtje hardrock en heavy metal op de radio - VARA's Vuurwerk - gepresenteerd door Henk Westbroek.
Voordat Satriani startte met het werken aan zijn derde album Flying in a blue dream ging Satriani als leadgitarist op wereldtournee met Mick Jagger. Met het uitbrengen van het derde album liet Satriani zien dat hij naast een goede gitarist ook een uitstekende songwriter is. In 1994 vulde hij de vacature bij Deep Purple in, maar besloot na de tournee om toch verder te gaan met zijn solocarrière. Vele gastoptredens bij andere artiesten en eigen albums volgden. Inmiddels is Satriani 15 maal genomineerd voor een Grammy Award.
Satriani heeft samen met fabrikant Ibanez een succesvolle eigen gitaarlijn, de JS-serie, ontwikkeld. De zilveren gitaar uit deze lijn die geïnspireerd is door de cover van het album "Flying in a blue dream", is zijn handelsmerk geworden.
Ook heeft Satriani zijn eigen lijn versterkers samen met fabrikant Peavey, genaamd de Joe Satriani Signature-serie(JSX).
Naast het uitbrengen van eigen albums is Satriani momenteel druk met de jaarlijks terugkerende G3 Tour-concerten, een wereldtournee waar hij samen met Steve Vai en een gastgitarist concerthallen bespeelt. Steve Lukather (van Toto), Robert Fripp (van King Crimson), Yngwie J. Malmsteen, Eric Johnson en John Petrucci (Dream Theater) zijn onder anderen al te gast geweest.
Eind 2008 nam Satriani rond de kersttijd een album op voor zijn nieuwe project, onder de naam "Chickenfoot". Dit was een project dat Satriani samen met ex-Van Halen leden Sammy Hagar, Michael Anthony en Red Hot Chili Peppers' Chad Smith is begonnen. Het heeft geleid tot de oprichting van de band Chickenfoot en ze gingen in 2009 toeren.

## Discografie

### Albums
| Album met eventuele hitnotering(en) in de Nederlandse Album Top 100 | Datum van verschijnen | Datum van binnenkomst | Hoogste positie | Aantal weken | Opmerkingen                               |
| ------------------------------------------------------------------- | --------------------- | --------------------- | --------------- | ------------ | ----------------------------------------- |
| Not Of This Earth                                                   | 1986                  | -                     |                 |              |                                           |
| Surfing With The Alien                                              | 1987                  | -                     |                 |              |                                           |
| Dreaming #11                                                        | 1988                  | -                     |                 |              |                                           |
| Flying In A Blue Dream                                              | 1989                  | 16-12-1989            | 70              | 8            |                                           |
| The Extremist                                                       | 1992                  | 01-08-1992            | 30              | 11           |                                           |
| Time Machine                                                        | 1993                  | 30-10-1993            | 45              | 7            | Livealbum                                 |
| Joe Satriani                                                        | 1995                  | 21-10-1995            | 63              | 5            |                                           |
| G3 (Live in Concert)                                                | 1997                  | 07-06-1997            | 43              | 5            | met Steve Vai en Eric Johnson / Livealbum |
| Crystal Planet                                                      | 1998                  | 14-03-1998            | 49              | 9            |                                           |
| Engines Of Creation                                                 | 2000                  | 25-03-2000            | 79              | 2            |                                           |
| Live in San Francisco                                               | 2001                  | -                     |                 |              |                                           |
| Strange Beautiful Music                                             | 2002                  | 06-07-2002            | 84              | 3            |                                           |
| Is There Love In Space?                                             | 2004                  | 01-05-2004            | 97              | 2            |                                           |
| Super Colossal                                                      | 2006                  | 15-04-2006            | 89              | 1            |                                           |
| Satriani Live!                                                      | 2006                  | -                     |                 |              | Livealbum                                 |
| Professor Satchafunkilus and the Musterion of Rock                  | 28-03-2008            | 05-04-2008            | 57              | 3            |                                           |
| Black Swans and Wormhole Wizards                                    | 08-10-2010            | 09-10-2010            | 32              | 3            |                                           |
| Unstoppable Momentum                                                | 07-05-2013            |                       |                 |              |                                           |
| Shockwave Supernova                                                 | 24-07-2015            |                       |                 |              |                                           |
| What Happens Next                                                   | 12-01-2018            |                       |                 |              |                                           |

| Album met hitnotering(en) in de Vlaamse Ultratop 200 albums | Datum van verschijnen | Datum van binnenkomst | Hoogste positie | Aantal weken | Opmerkingen |
| ----------------------------------------------------------- | --------------------- | --------------------- | --------------- | ------------ | ----------- |
| Black Swans and Wormhole Wizards                            | 2010                  | 16-10-2010            | 77              | 1            |             |

### Dvd's
| Dvd's met hitnoteringen in de Nederlandse Music Top 30 | Datum van verschijnen | Datum van binnenkomst | Hoogste positie | Aantal weken | Opmerkingen                       |
| ------------------------------------------------------ | --------------------- | --------------------- | --------------- | ------------ | --------------------------------- |
| G3 - Live in Tokyo                                     | 2005                  | 19-11-2005            | 21              | 2            | als Satriani / met Vai & Petrucci |
| Live in Paris: I Just Wanna Rock                       | 2010                  | 06-02-2010            | 12              | 4            |                                   |
| Satchurated - Live in Montreal                         | 2012                  | 28-04-2012            | 6               | 11           |                                   |

## Bands
- Mick Jagger (1989)
- Deep Purple (1994)
- Chickenfoot (2009)